# الدقة (يافع)

تعديل مصدري - تعديل

الدقة هي إحدى قرى عزلة لبعوس بمديرية يافع التابعة لمحافظة لحج، بلغ تعداد سكانها 174 نسمة حسب تعداد اليمن لعام 2004.